# 水龍頭

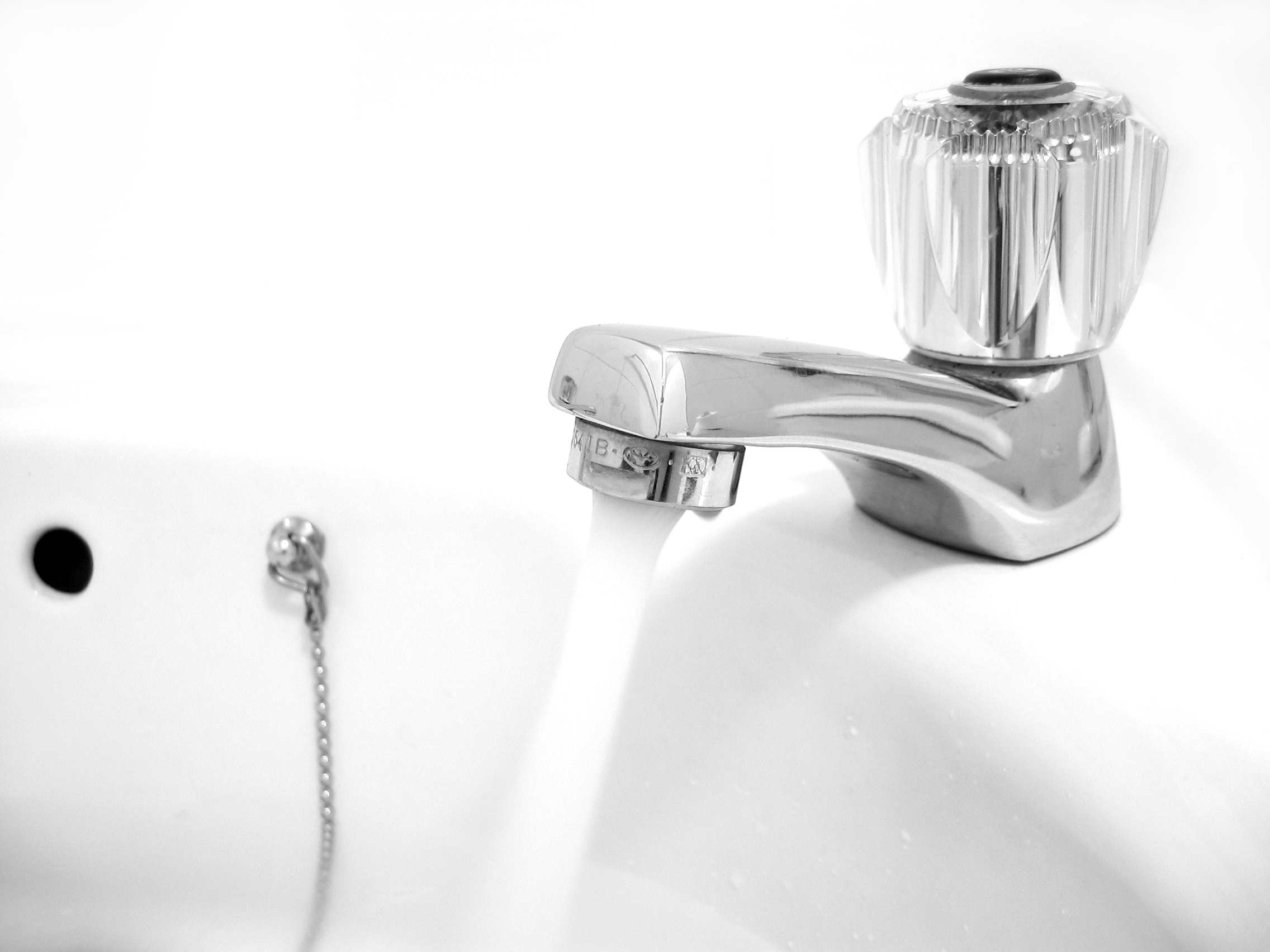
在洗臉盤的一個水龍頭

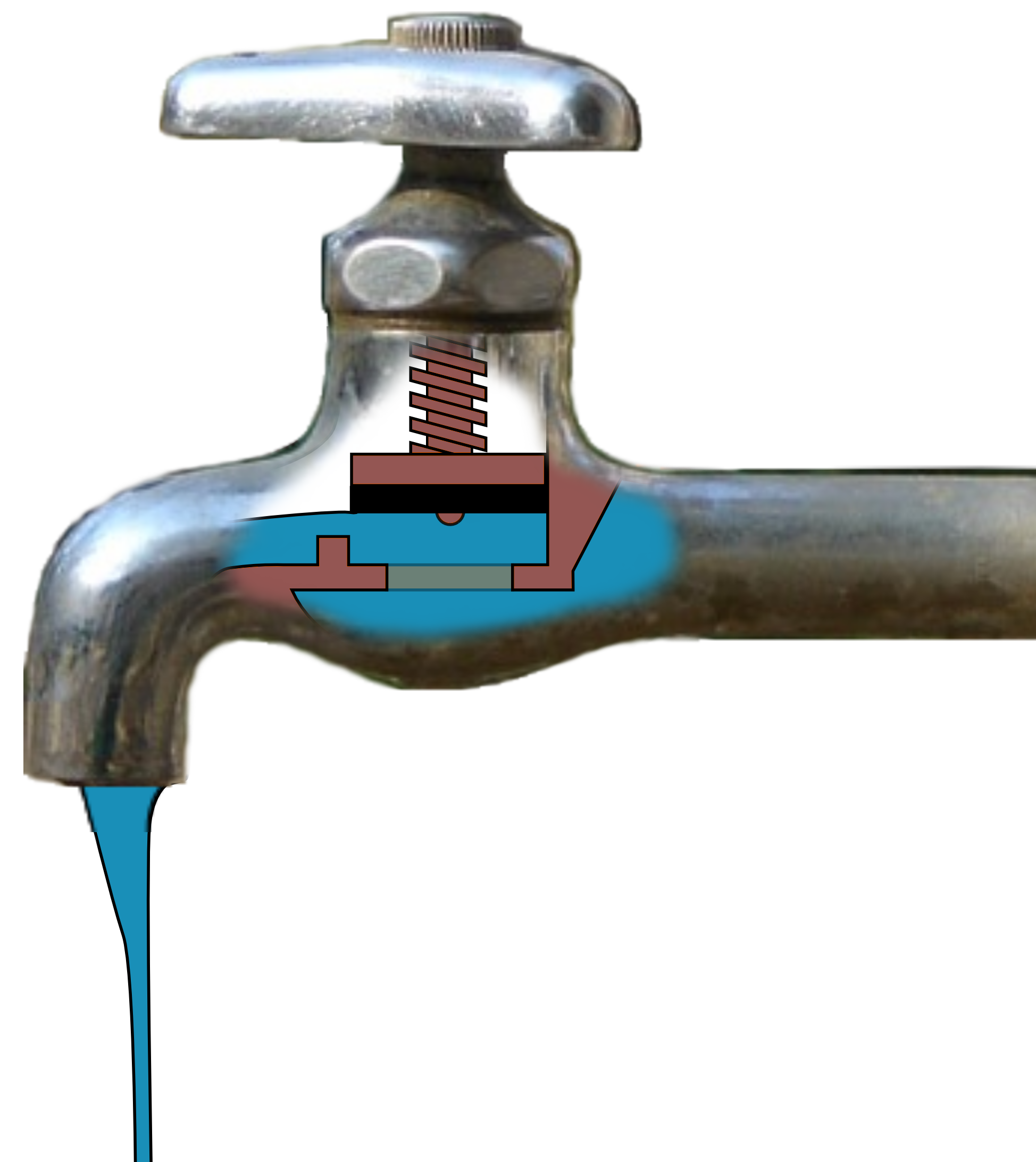
水龍頭內部的基本結構

水龍頭是一個控制水流的閥門，在房屋中是廚房及浴室的基本裝置，在盥洗盆及浴缸供水。水龍頭需要防銹，多採用不銹鋼、銅與鋅合金製造。設計良好的水龍頭有助節省用水。
部分水龍頭可提供接駁冷水及熱水，通常熱的水龍頭一般有一個紅色指示燈或是符號，而冷水龍頭一般有一個藍色或綠色指示燈或是符號。在英語為母語的國家，水龍頭也經常標有一個“H”或“C”代表熱或冷。
大多數住宅房、商業和工業屋門前都有個水龍頭，为了防止路人乱用水，水龙头多为钥匙式（使用钥匙开关水龙头）。

## 各地標準
- 台灣 CNS 8088
- 中國大陸 GB18145-2014
- 日本 JIS B2061:2010
- 美國 NSF61-2012
- 英國 BS

## 外部鏈接
维基共享资源上的相關多媒體資源：水龍頭